# مه‌آلود
«مه‌آلود» یا «میستی» (به انگلیسی: Misty) یک قطعهٔ استاندارد جاز اثر ارول گارنر آهنگساز و پیانیست اهل ایالات متحده آمریکا است که در فرم ۳۲میزانی ساخته و سال ۱۹۵۵ میلادی منتشر شد. بعدتر جانی برک برایش ترانه سرود؛ ترانه‌ای که به ترانه معرف جانی ماتیس بدل شد و پس از او نیز خوانندگان پرشماری از جمله الا فیتزجرالد و فرانک سیناترا آن را بازخوانی کردند.